# Комарна (комуна)
Комарна (рум. Comarna) — комуна у повіті Ясси в Румунії. До складу комуни входять такі села (дані про населення за 2002 рік):
- Комарна (2348 осіб) — адміністративний центр комуни
- Курагеу (142 особи)
- Осой (1849 осіб)
- Стинка (193 особи)

Комуна розташована на відстані 319 км на північний схід від Бухареста, 18 км на південний схід від Ясс.

## Населення
За даними перепису населення 2002 року у комуні проживали 4532 особи.
Національний склад населення комуни:
| Національність | Кількість осіб | Відсоток |
| -------------- | -------------- | -------- |
| румуни         | 4472           | 98,7 %   |
| цигани         | 60             | 1,3 %    |

Рідною мовою назвали:
| Мова      | Кількість осіб | Відсоток |
| --------- | -------------- | -------- |
| румунська | 4502           | 99,3 %   |
| циганська | 30             | 0,7 %    |

Склад населення комуни за віросповіданням:
| Релігія            | Кількість осіб | Відсоток |
| ------------------ | -------------- | -------- |
| православні        | 4493           | 99,1 %   |
| баптисти           | 16             | 0,4 %    |
| римо-католики      | 5              | 0,1 %    |
| атеїсти            | 1              | < 0,1 %  |
| не вказали релігію | 1              | < 0,1 %  |